# Ilvericher Altrheinschlinge

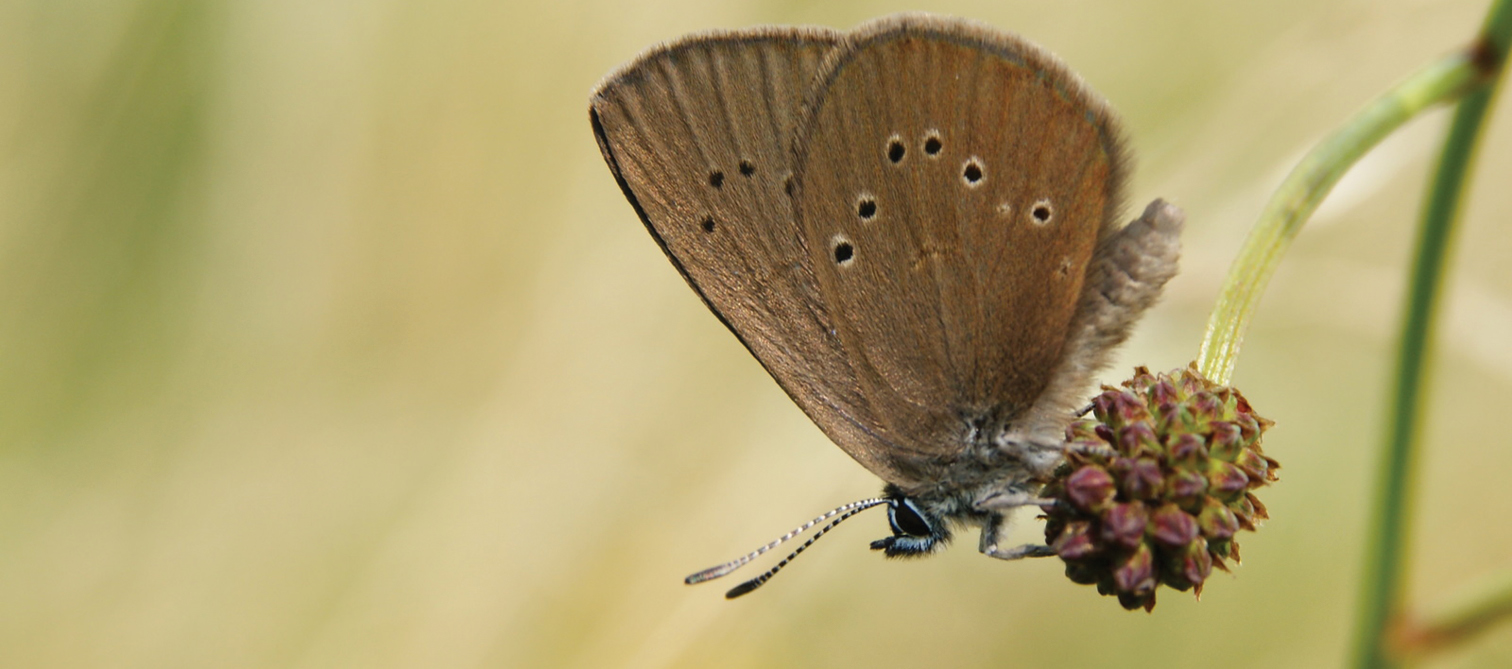
Dunkler Wiesenknopf-Ameisenbläuling mit spannender Fortpflanzungsgeschichte

Die Ilvericher Altrheinschlinge (manchmal auch Ilvericher Bruch oder Das Meer genannt) ist ein verlandeter Altarm des Rheines (Altrhein) bei Meerbusch, benannt nach dem angrenzenden Stadtteil Ilverich.
Die Ilvericher Schlinge ist die einzige vollständig geschlossene Altarmschlinge in unveränderter Geomorphologie am Niederrhein. Die Auenlandschaft mit ihren Sumpfgewässern, extensiv genutzten feuchten Wiesen und Ackerflächen, Rainen und kleinen Auen- und Bruchwaldgebieten und der darin lebenden reichhaltigen Fauna und Flora ist offizielles Naturschutzgebiet (Nr. NE-002) und Natura2000/FFH-Gebiet (Nr. DE-4706-301), eingebettet in das großräumige Landschaftsschutzgebiet Rheinaue. Es gilt als eines der wertvollsten Naturschutzgebiete in der Region Niederrhein.

## Lage und Geologie
Die 200 bis 500 Meter breite Schlinge liegt links des heutigen Rheinlaufes. Im Westen grenzt sie an die Meerbuscher Stadtteile (von Süd nach Nord im Uhrzeigersinn) Büderich, Strümp, Ilverich und Langst-Kierst an. Umschlossen von der Schlinge ist ein Gebiet mit Ackerland, einigen einzelnen Bauernhöfen und der Kläranlage Düsseldorf-Nord.
Die Schlinge, ehemals Überschwemmungsgebiet des Rheines bei Hochwasser, ist heute durch einen Deich vom Rhein abgetrennt. Nur bei extremen Hochwassern soll das Gebiet auch als steuerbarer Rückhalteraum genutzt werden. Zuletzt wurde der Bereich nach einem Deichbruch am 16. Januar 1920 großflächig überflutet. Trotz der Trennung vom Rhein ist der Wasserstand in den Stillgewässern im Bruch – wenn auch nur geringen – Schwankungen unterworfen, die dadurch entstehen, dass bei Rheinhochwasser der hohe Grundwasserspiegel nochmals ansteigt, in die offenen Wasserflächen hochdrückt und diese über die Ufer treten lässt.
Die Gewässer im Bereich der Altrheinschlinge werden durch mehrere kleine Fließgewässer gespeist, als größte der Mühlenbach (vom Haus Meer kommend, wo er ehemals eine Wassermühle antrieb), der Kringsgraben und die Strempe (von Strümp kommend).
Geologisch liegt die Schlinge in der Kölner Bucht auf einer Terrasse in der Mittleren Niederrheinebene. Die Schlinge entstand vor etwa 11.000 Jahren, zu Beginn des Holozäns, also der Erwärmung nach der letzten Eiszeit. Zu dieser Zeit wandelte sich der Rhein in einen stark mäandrierenden Fluss mit vielen Mäanderschlingen. Vor ca. 7.000 Jahren durchbrach der Rhein die Engstelle, die Schlinge war ab hier ein Nebenarm, der vor etwa 3.000 Jahren, im Mittelholozän, zunehmend verlandete, zum „Toten Arm“ (Stillgewässer) und schließlich ein Niedermoor wurde.
Das entstandene Feuchtgebiet (südniederfränkisch Mâr oder Mêr) wurde lokal „Das Meer“ genannt. Hieraus leitet sich der Name des angrenzenden Hauses Meer und letztlich auch der Stadt Meerbusch ab.
Im Bereich der Schlinge finden sich als Zeugnis der letzten Kaltzeit Driftblöcke aus Braunkohlenquarzit, die als Naturdenkmal geschützt sind.

## Tier- und Pflanzenwelt
Die Landschaft im Bereich der Schlinge ist ein Gemisch aus
- alten Auwald-Resten und Bruchwäldern (Strümper Bruch, Ilvericher Bruch, Das Meer, …) aus Erlen, Eschen und Weiden
- offenen, feuchten Brachflächen und extensiv genutztem Feuchtgrünland wie Feuchtwiesen sowie Halbtrockenrasen und Salbei- und Glatthafer-Mähwiesen im Bereich des Deiches, durchzogen von Rainen und Alleen aus Kopfweiden, Pappeln und anderen Bäumen und Sträuchern
- nährstoffreichen Gewässern und Sümpfen mit auentypische Röhrichten aus Rohrglanzgras, Schilfrohr, Sumpf- und Schlankseggenrieden[3]
- Hochstaudenfluren und Flussmeldefluren aus Uferpionierpflanzen (Verband Chenopodion rubri)

Das Gebiet bietet neben Pflanzen auch vielen seltenen oder bedrohten Tierarten Schutz und Raum:
- Brut-, Nahrungs- und Rastgebiet für zahlreiche seltene und gefährdete Wat- und Wiesenvogelarten (Bekassine, Rohrweihe, Kiebitz, Wiesenpieper, Braunkehlchen, Schafstelze, Wasserralle, Krickente, Nachtigall, Eisvogel, Zwergtaucher, Pirol, …); wichtiges Verbindungsglied im Korridor zwischen den Vogelschutzgebieten Unterer Niederrhein im Norden und Schwalm-Nette-Platte im Westen.[3][5]
- Insekten (u. a. Dunkler Wiesenknopf-Ameisenbläuling (Syn.: Schwarzblauer Moorbläuling), …)
- Amphibien (Kamm-, Berg- und Teichmolch, …) und Fische (Steinbeißer, Schlammpeitzger, …)
- Fledermäuse (Großer und Kleiner Abendsegler, …)[5]

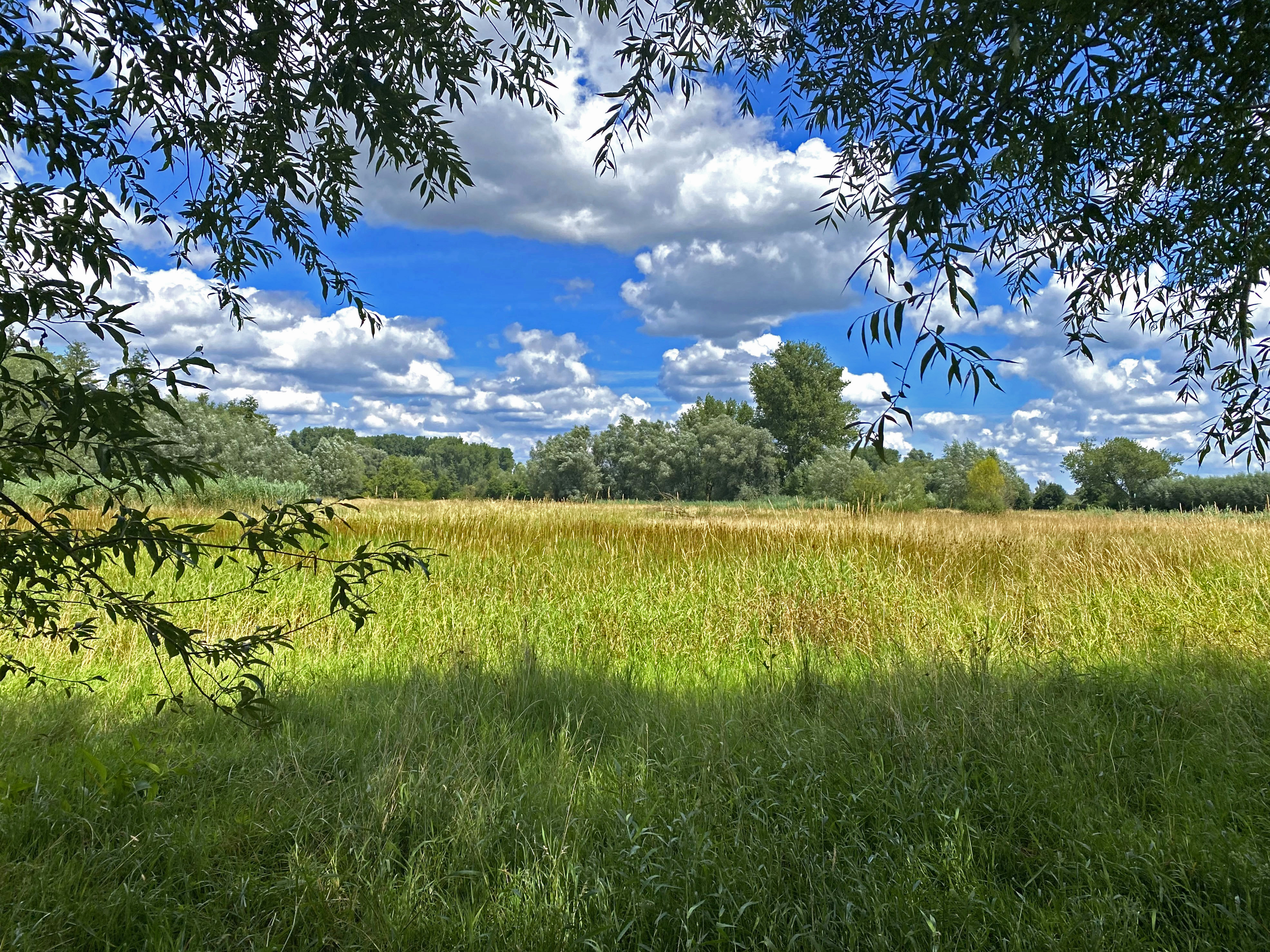
Feuchtbrache am Kringsgraben bei Bergfeld
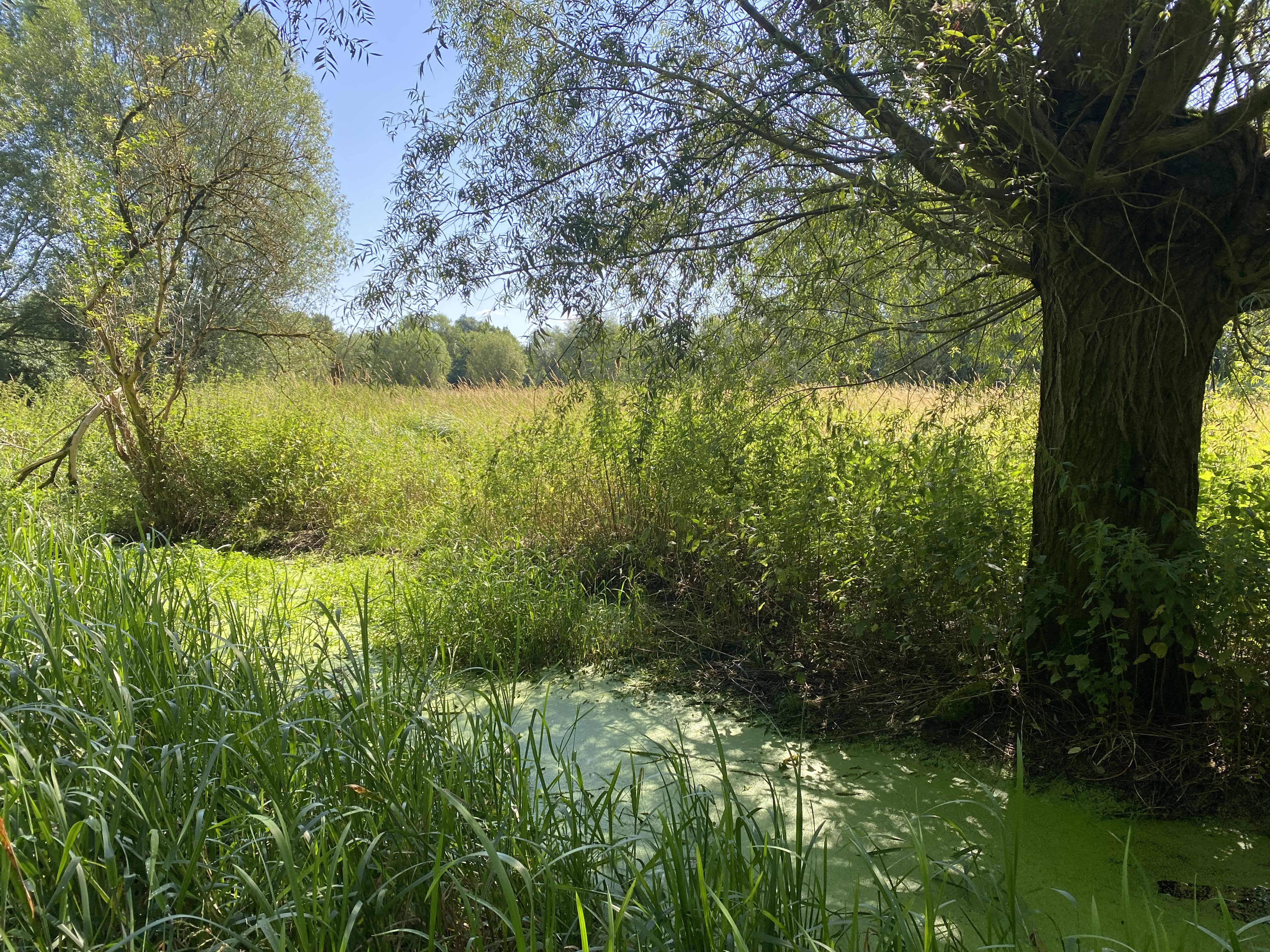
Kringsgraben (westl. Bereich)
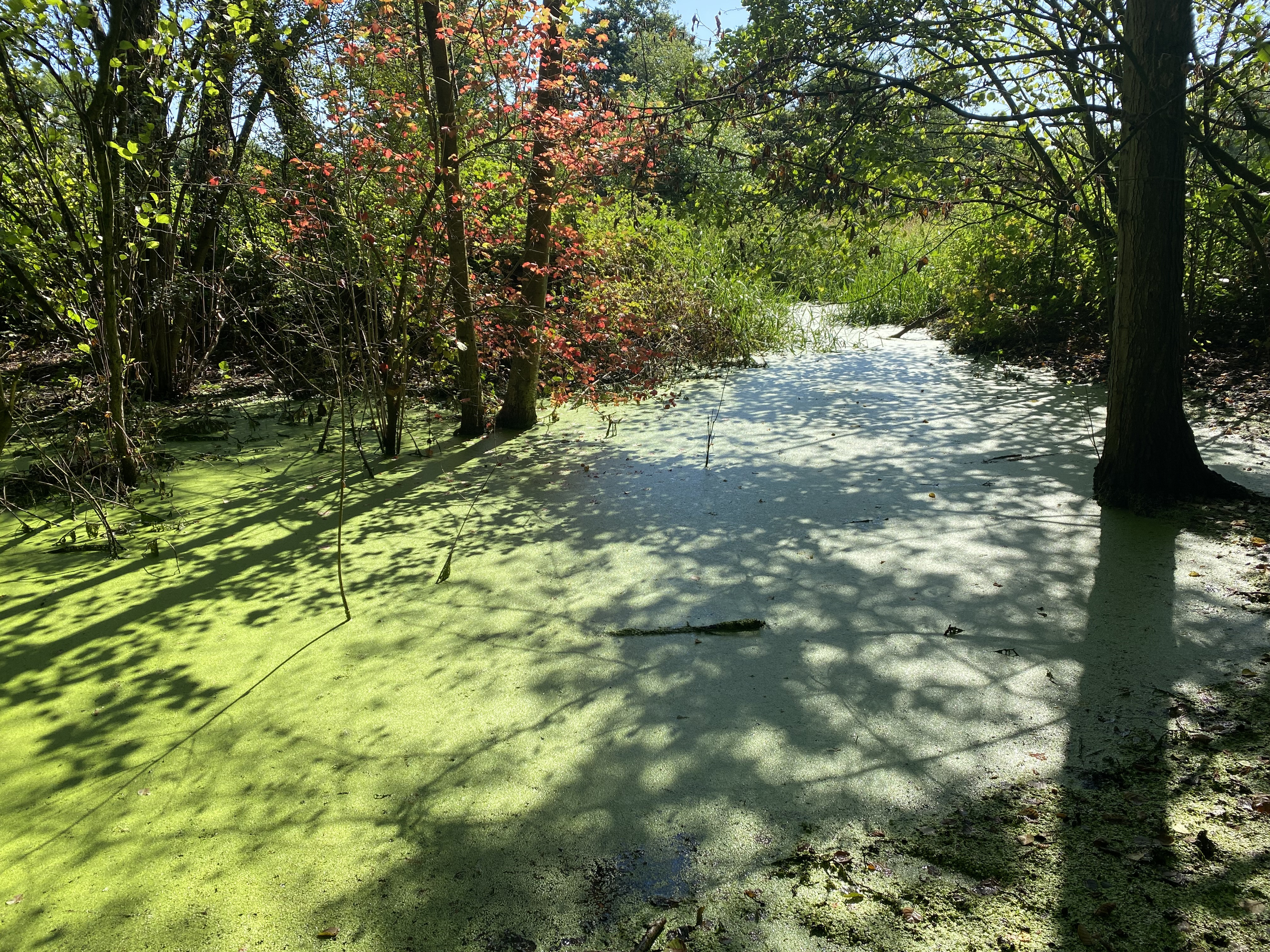
Am Kringsgraben (westl. Bereich)
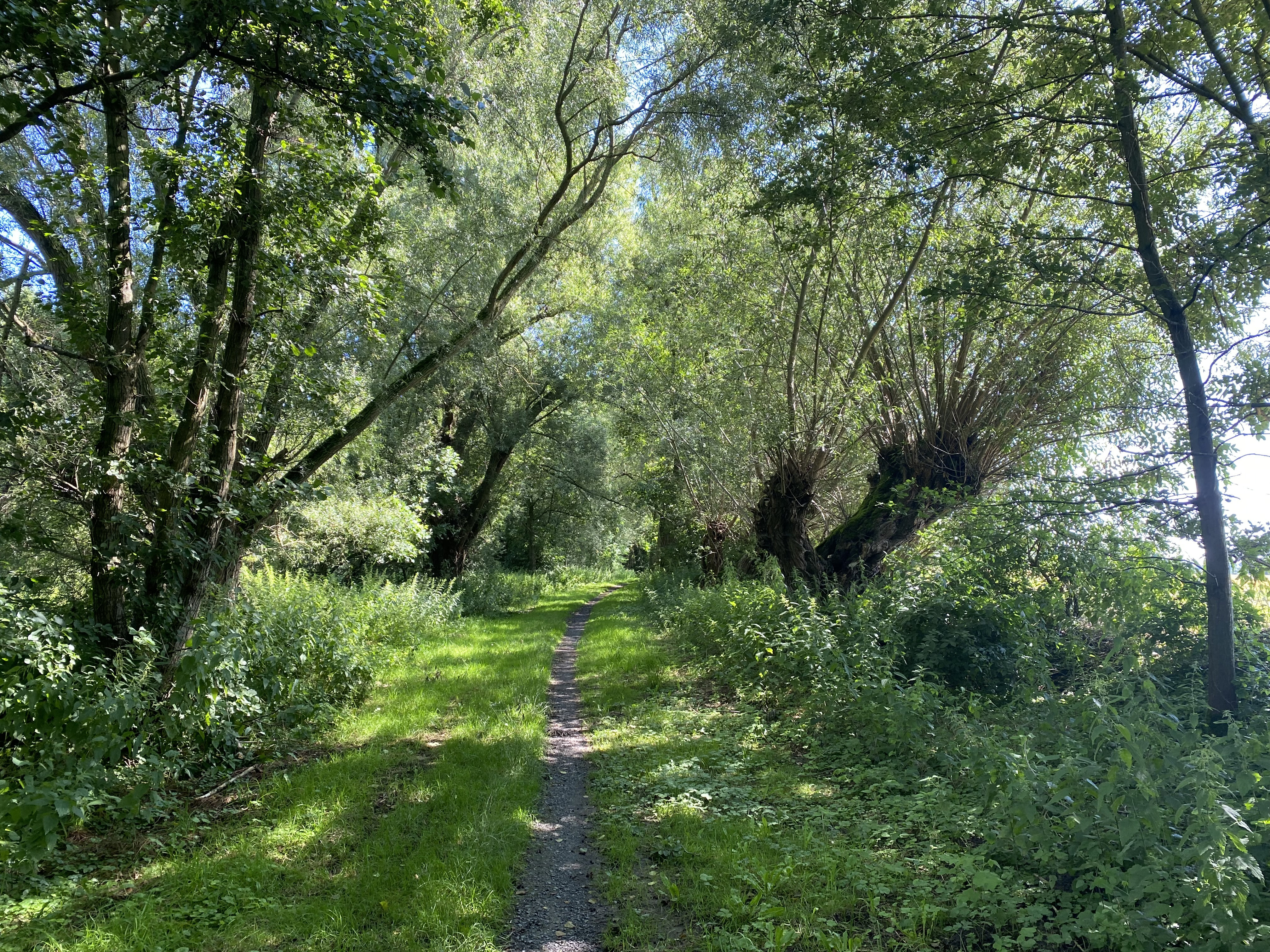
Weg gesäumt mit Weiden (nördl. Bereich)
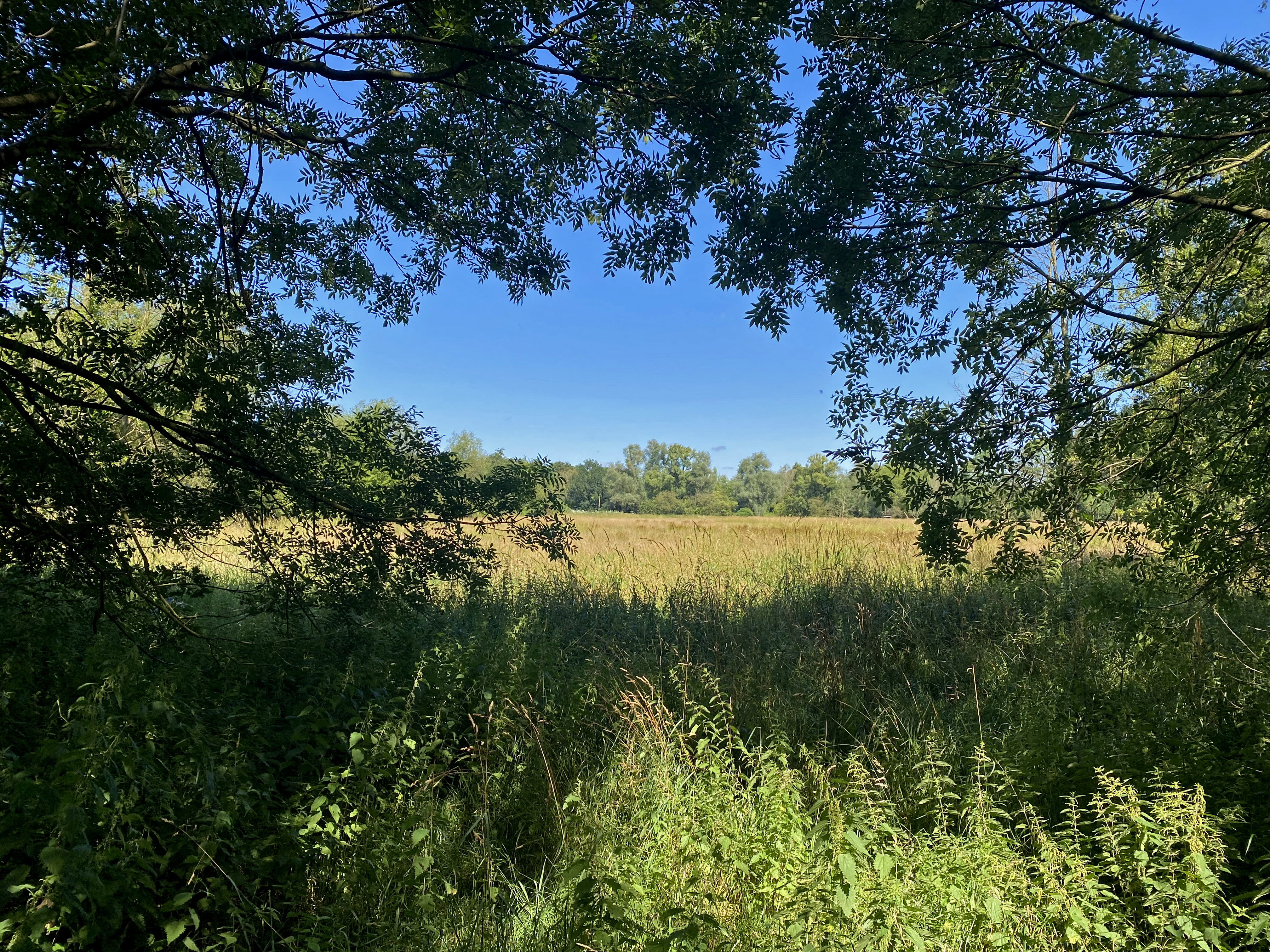
Altrheinschlinge im nördl. Bereich
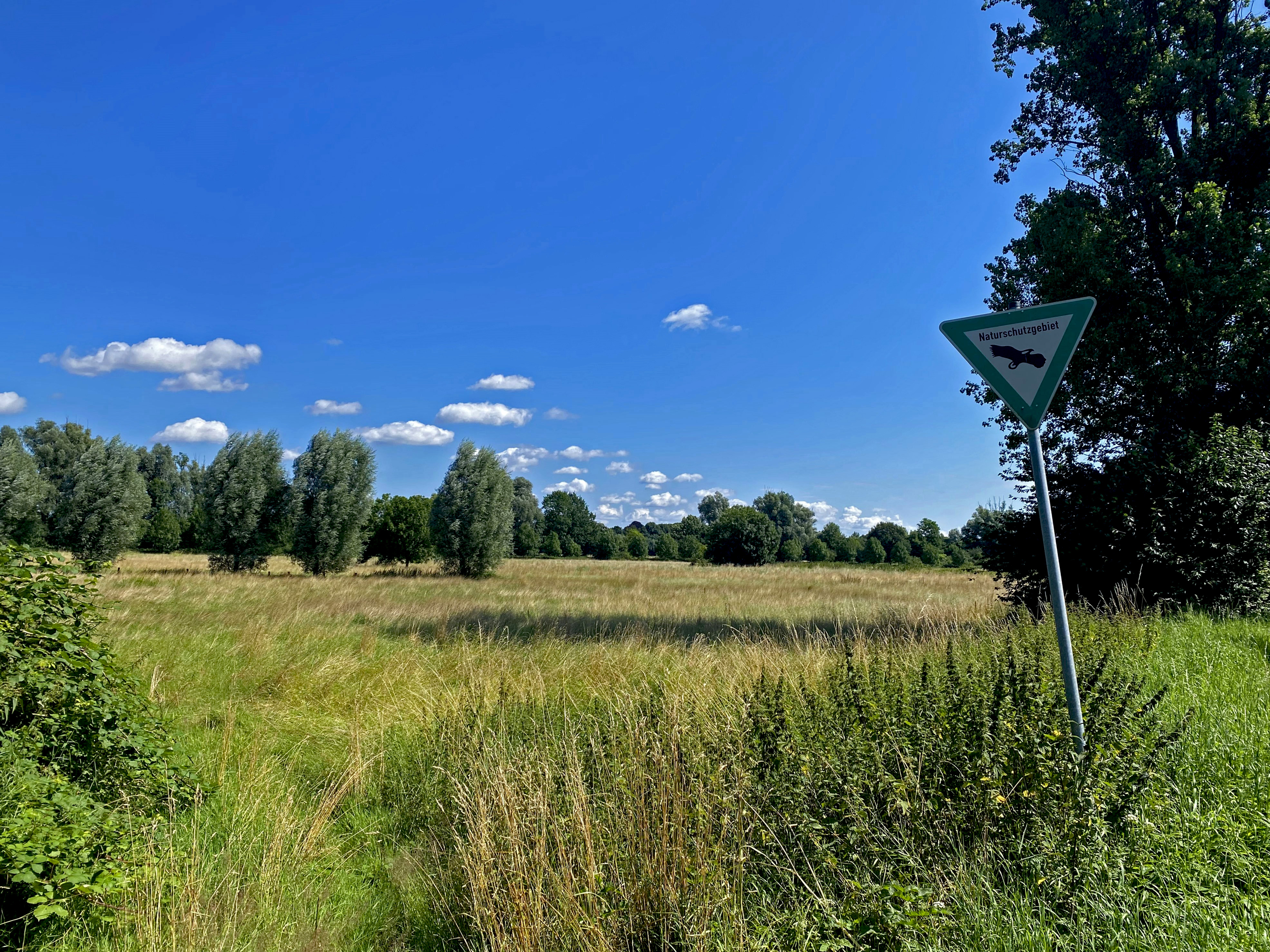
Feuchtwiesen im nordöstl. Bereich
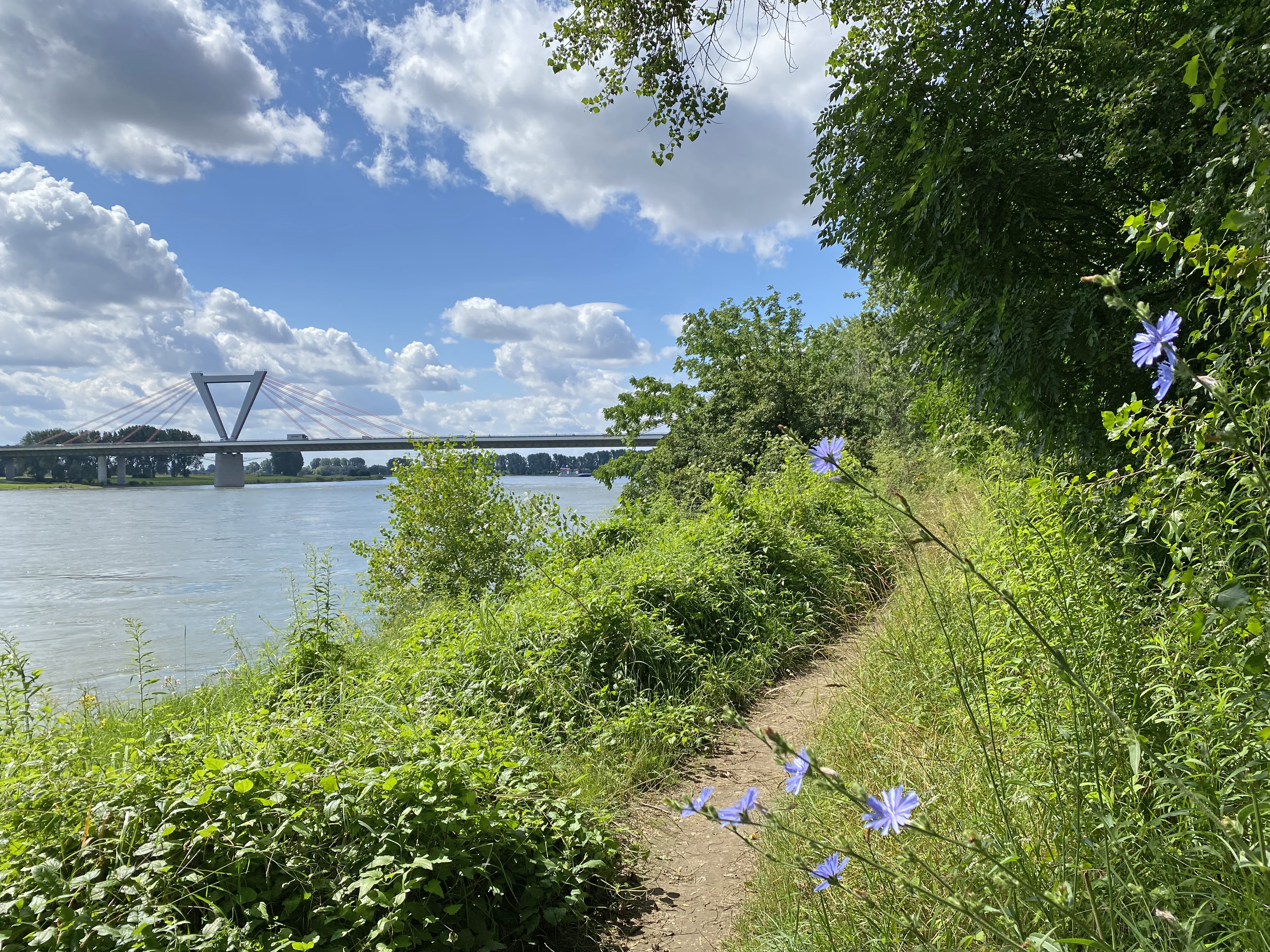
Rheinufer nördl. Flughafenbrücke
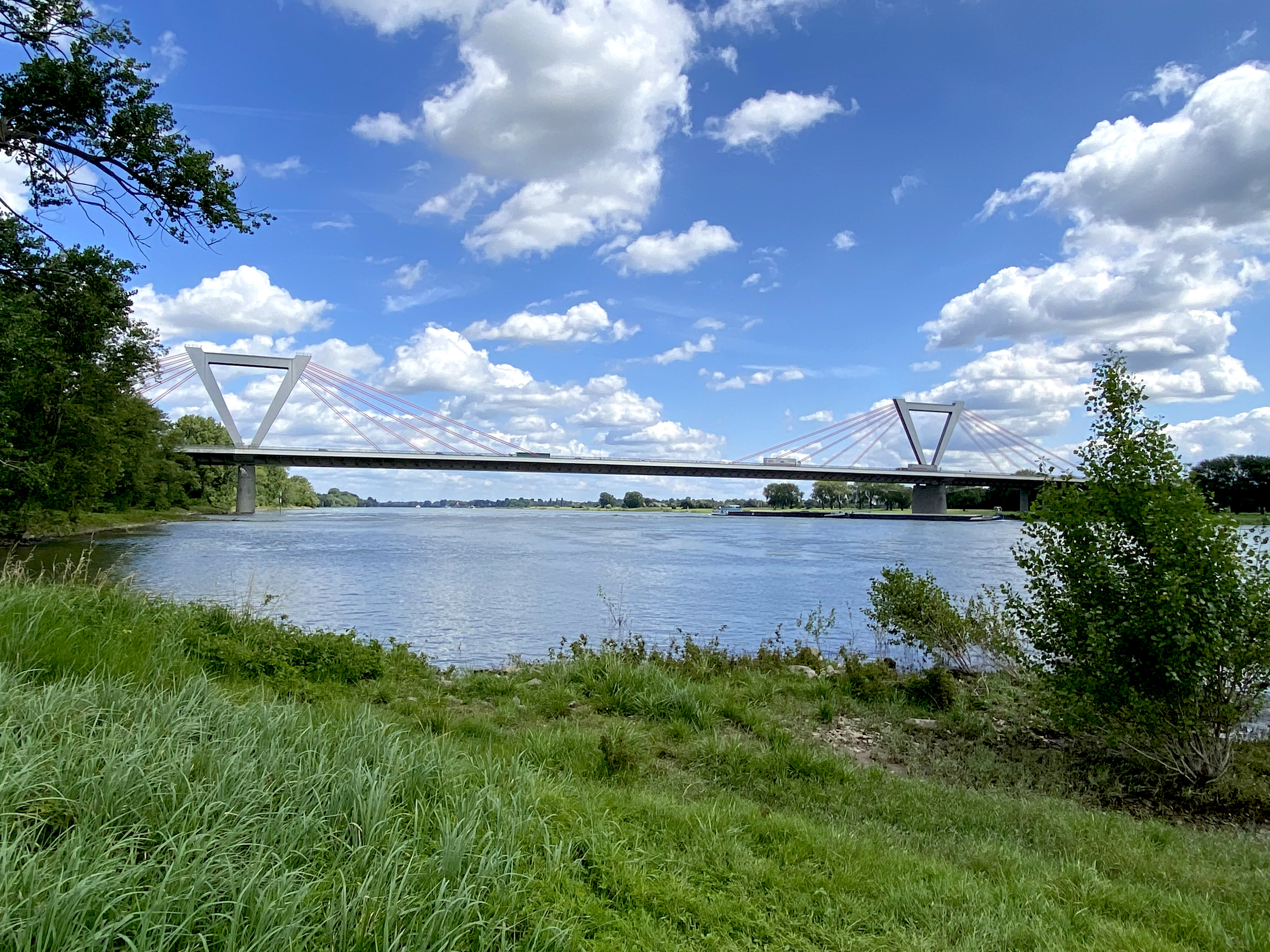
Rheinufer südl. Flughafenbrücke
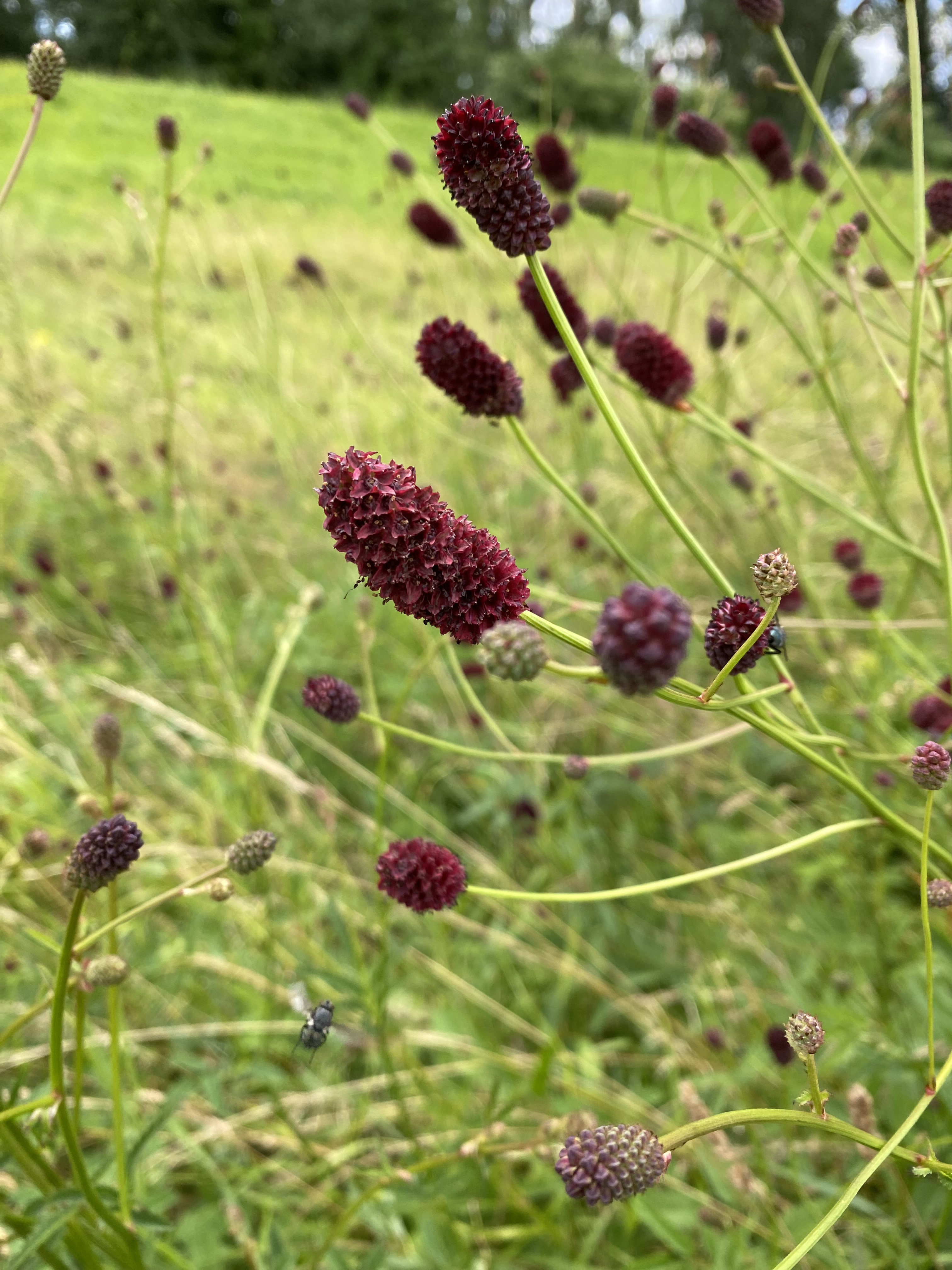
Großer Wiesenknopf
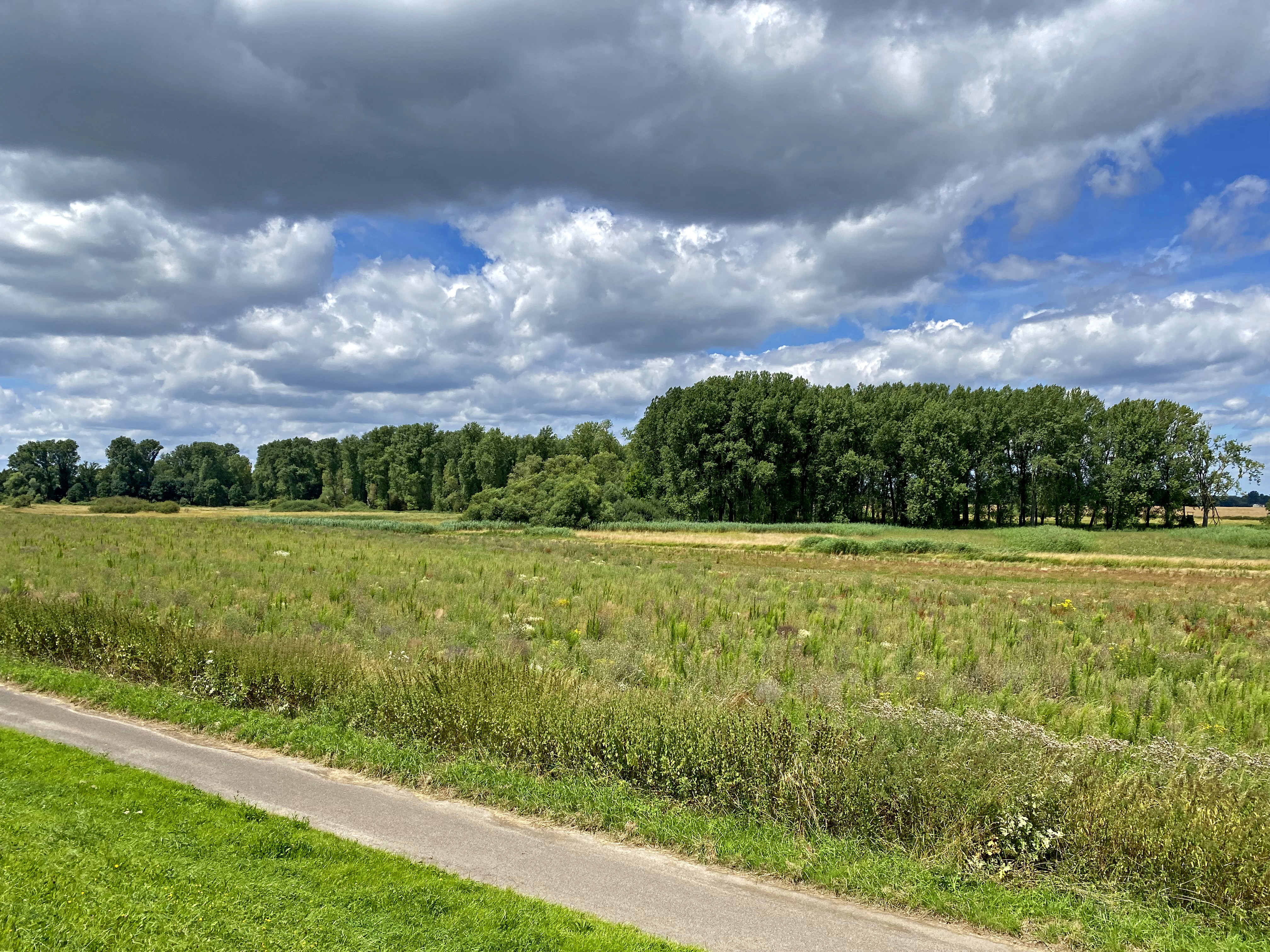
Feuchtbrache im südl. Bereich (Nähe Mühlenbach)
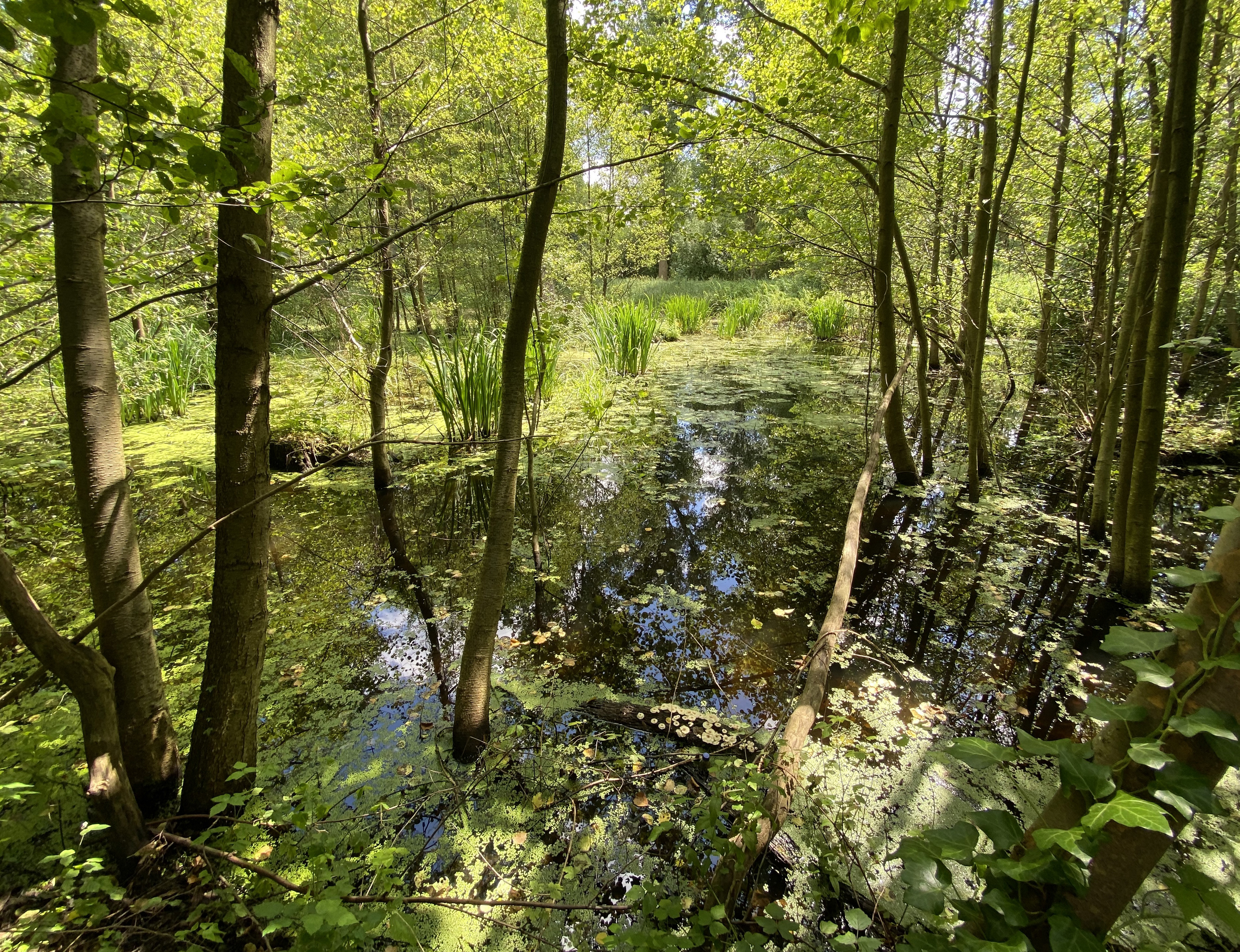
Sumpfwald am Mühlenbach / Straße Isseldyk

## Nutzung und Eingriffe durch den Menschen

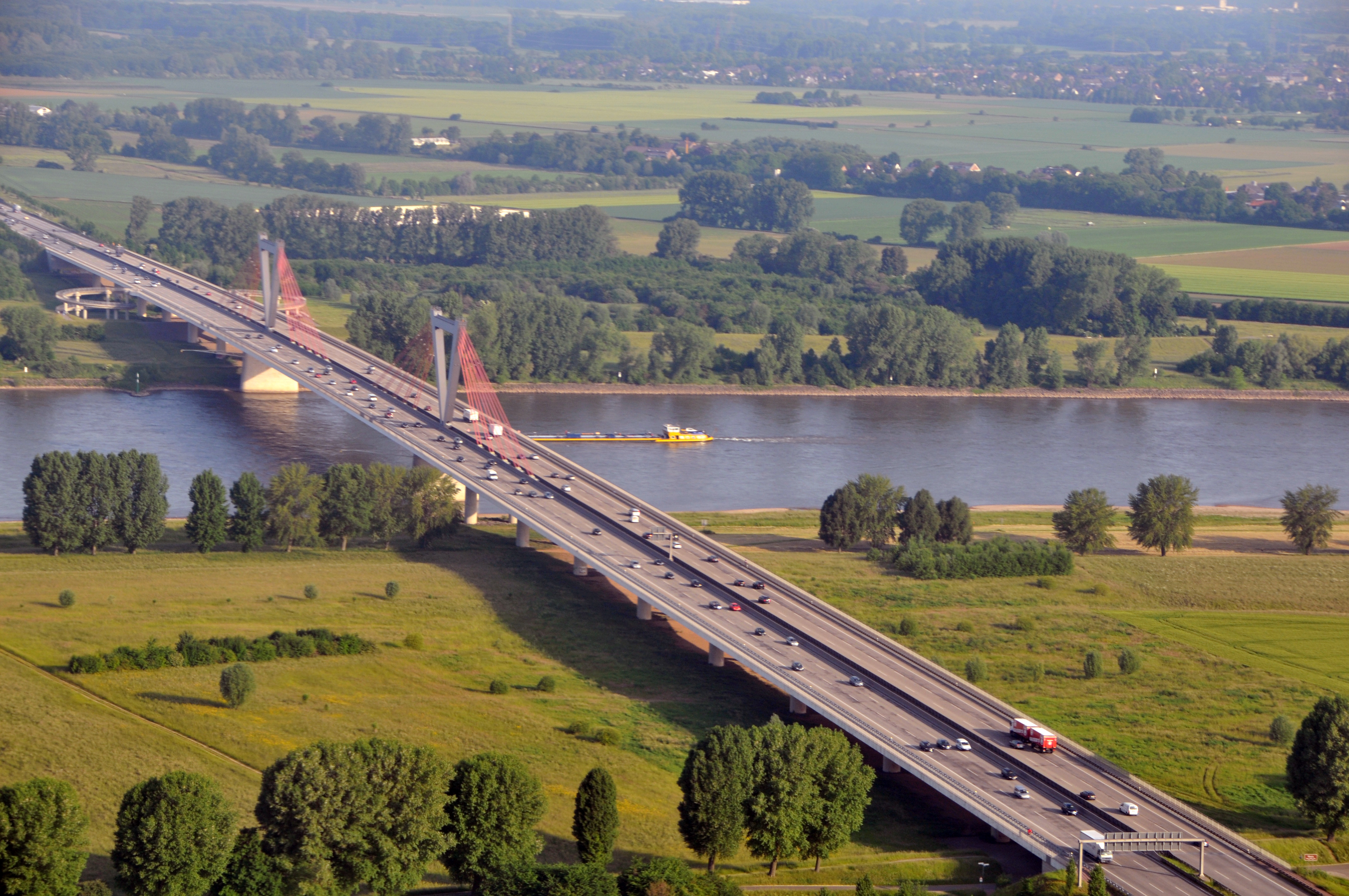
Die Flughafenbrücke aus Richtung Südost mit Teilen des Schutzgebietes im Hintergrund

Der zentrale, nicht unter Naturschutz stehende Bereich der Schlinge ist durch bewirtschaftetes Ackerland geprägt; zudem findet sich hier die Kläranlage Düsseldorf-Nord. Die landwirtschaftlichen Wirtschaftswege, die an einigen Stellen auch die Schlinge selbst durchqueren, sowie die Wege im Bereich des Deiches werden intensiv von Fahrradfahrern, Spaziergängern, Joggern und Walkern zur Naherholung genutzt. Einige Fußgängerpfade führen in die geschützten Bereiche und erlauben Naturerkundung und -beobachtung.
Besonderer Aufwand zur Erhaltung bzw. Schonung des wertvollen Gebietes musste im Rahmen der Rheinquerung der A44 getrieben werden. Da die geplante Trasse für den Lückenschluss ostwärts vom Autobahnkreuz Meerbusch quer durch das Schutzgebiet lief, war der Bau lange Zeit sehr umstritten. Zunächst wurde eine komplette Untertunnelung (auch des Rheines) angedacht; aus Kostengründen entschied man sich dann aber für eine kombinierte Lösung aus zwei Tunneln und einer Brücke, der Flughafenbrücke. Der Tunnelbau im Bereich des Altarmes gestaltete sich wegen des hohen Grundwasserstandes sehr aufwändig; es musste mit Spundwänden eine wasserdichte Wanne (ähnlich einem Trockendock für Schiffe) angelegt werden, in welcher dann das eigentliche Tunnelbauwerk errichtet wurde.

## Wanderwege
Die Ilvericher Altrheinschlinge kann auf einer Vielzahl von Rad-/Wanderwegen erkundet werden, auf denen sich viele interessante Naturbeobachtungen ergeben.